# Comuna Litocikî, Brovarî
Litocikî (în ucraineană Літочки) este o comună în raionul Brovarî, regiunea Kiev, Ucraina, formată din satele Litocikî (reședința) și Sobolivka.

## Demografie
Componența lingvistică a comunei Litocikî
     Ucraineană (97,58%)
     Rusă (1,77%)
     Alte limbi (0,65%)
Conform recensământului din 2001, majoritatea populației comunei Litocikî era vorbitoare de ucraineană (97,58%), existând în minoritate și vorbitori de rusă (1,77%).